# Amorphophallus myosuroides
Amorphophallus myosuroides là một loài thực vật có hoa trong họ Ráy (Araceae). Loài này được Hett. & A.Galloway mô tả khoa học đầu tiên năm 2006.